# Sumburgh Head

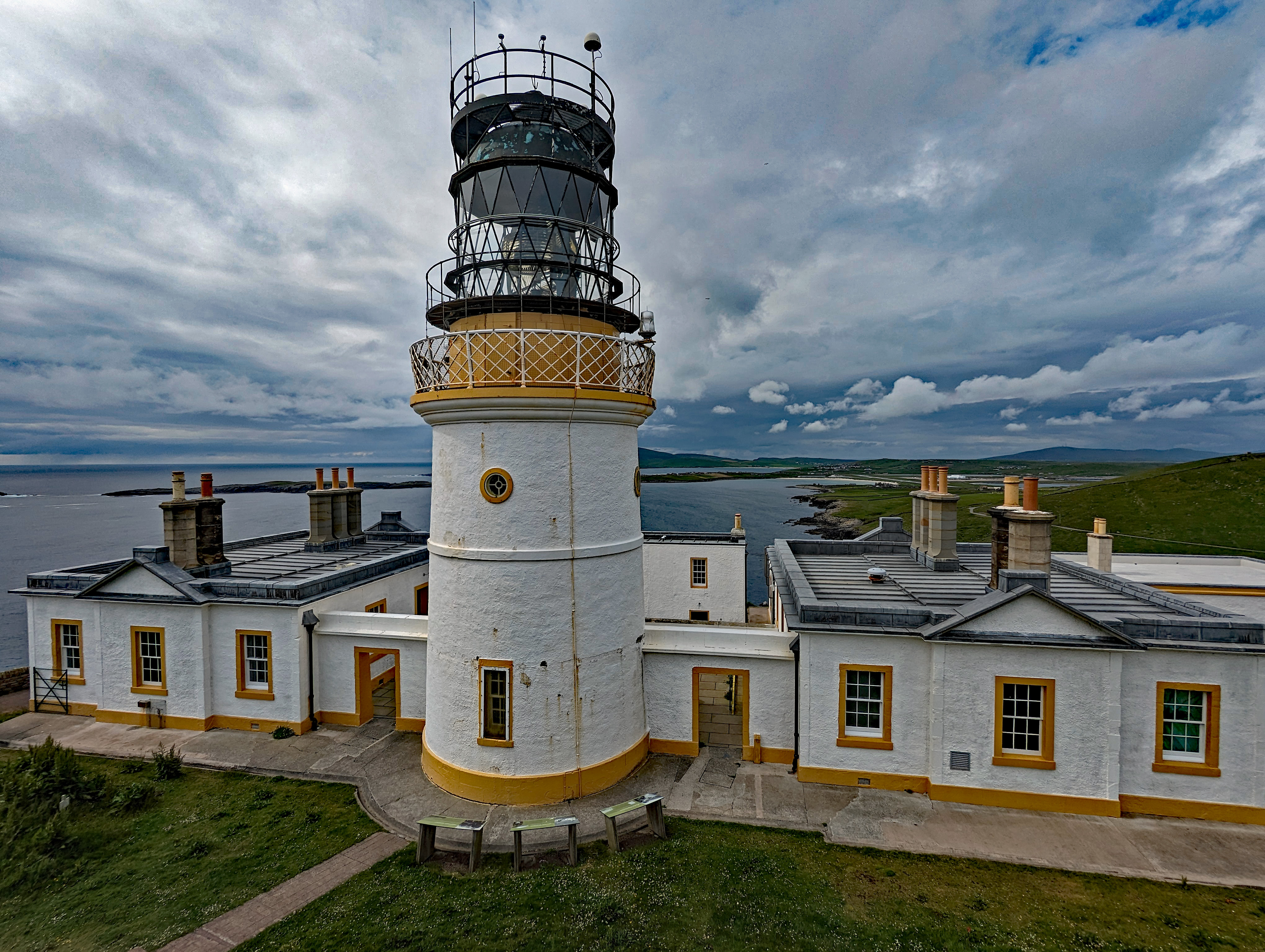
Il faro di Sumburgh Head

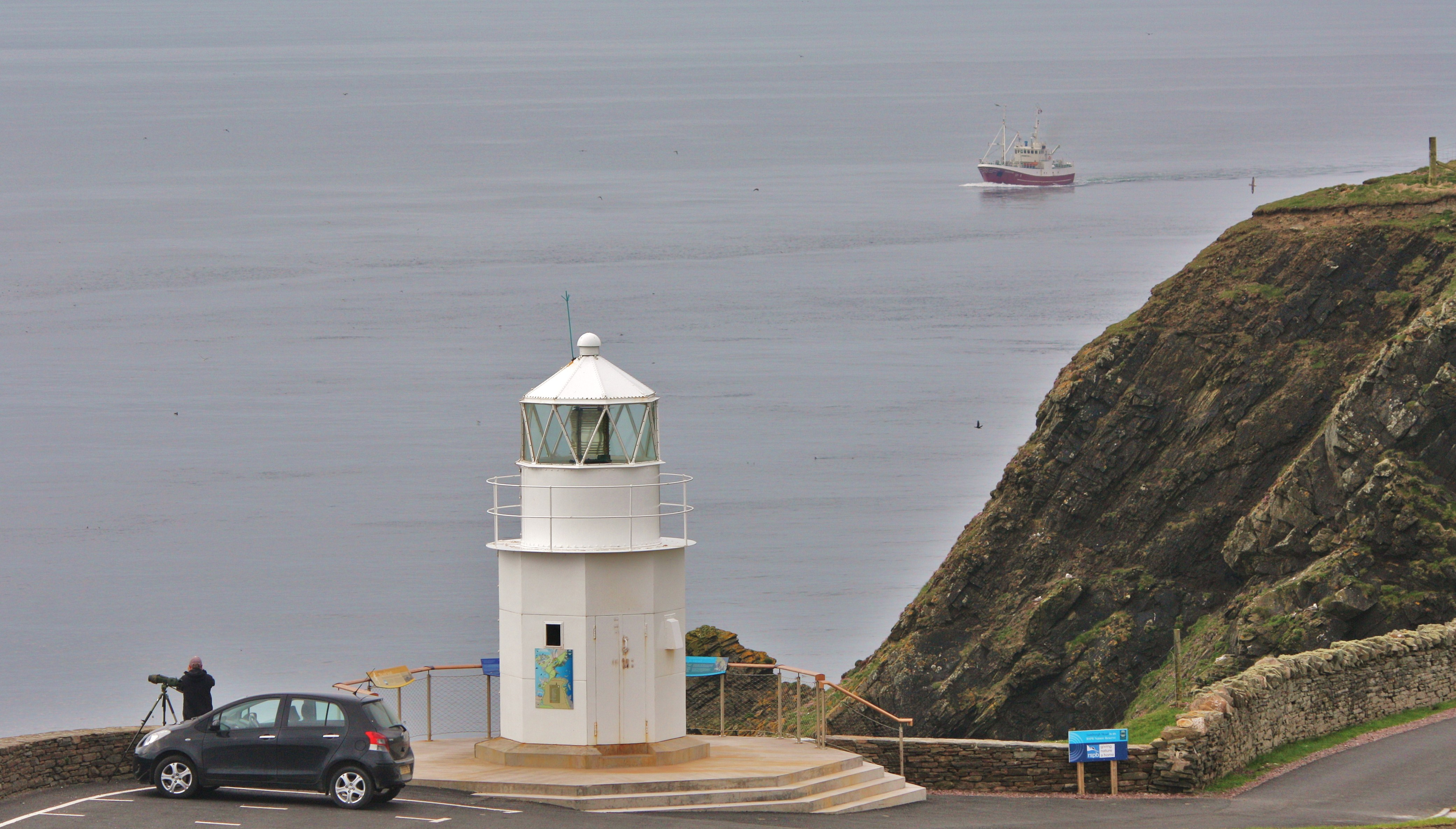
Il Muckle Roe Light

Sumburgh Head è un promontorio sull'Oceano Atlantico dell'isola scozzese di Mainland, nell'arcipelago delle Shetland.

## Geografia
Sumburgh Head si trova nell'estremità meridionale della "biforcazione" sud-orientale che caratterizza l'isola di Mainland. A nord del promontorio, si trova il villaggio di Sumburgh.
Il promontorio si erge fino a un'altezza di 298 piedi s.l.m..

## Geologia
Sumburgh Head si formò da un processo di sedimentazione avvenuto nel corso del periodo Devoniano, ovvero circa 384-395 milioni di anni fa.

## Origini del nome
Il toponimo Sumburgh deriva dall'antico nordico e significa "fortificazione meridionale", essendo formato dai termini sunn, che significa "sud", e burgh, che significa "forte" (v. sezione "Storia").

## Storia
Nel promontorio si ergeva probabilmente un forte dell'Età del ferro, noto come Swenburgh con edifici abitativi annessi, del quale abbiamo delle descrizioni nel 1654 e nel 1774.
Il promontorio era noto in antico nordico come Dunrøstar høfdi, un nome che faceva riferimento al rumore del Sumburgh Roost.
Nel 1939, nel corso della seconda guerra mondiale, il vicino aeroporto venne utilizzato come base dalla RAF. Inoltre, a Sumurgh Head venne installata una stazione radar e da Sumburgh Head partirono inoltre delle operazioni militari contro le unità marittime tedesche.

## Flora e fauna
Sumburgh Head costituisce un'area naturale protetta e un'aera di speciale interesse scientifico.

### Flora
Sul promontorio crescono varie specie di piante fiori selvatici, tra cui la cochlearia, il ginestrino (lotus corniculatus), la rhodiola rosea, il serpillo (thymus serpyllum), la silene dioica, la silene uniflora, la vedovella annuale (jasione montana), ecc.

### Fauna
Lungo il promontorio nidificano uccelli quali la fratercula, il fulmaro (fulmarus) la gazza marina (alca torda) e la  rissa.
Le specie marine più diffuse attorno al promontorio sono la balena di Minke, la foca grigia la focena comune (phocoena phocoena) e il lagenorinco rostrobianco (lagenorhynchus albirostris),  Attorno al promontorio si possono inoltre osservare le megattere e Sumburgh Head è ache considerato il luogo migliore del Regno Unito per poter ammirare le orche.

## Monumenti e luoghi d'interesse

### Faro di Sumburgh Head
Principale attrattiva di Sumburgh Head è il faro, progettato da Robert Stevenson e costruito tra il 1819 e il 1821.

### Muckle Roe Light
A Sumburgh Head si trova inoltre il Muckle Roe Light, un faro originariamente eretto nell'isola di Muckle Roe e in seguito trasferito qui.

## Infrastrutture e trasporti

### Aeroporto di Sumburgh
Nei pressi del promontorio, si trova l'aeroporto di Sumburgh, il principale aeroporto delle Shetland, inaugurato nell'aprile del 1933.
L'aeroporto divenne particolarmente trafficato nel corso degli anni settanta del XX secolo, tanto da conoscere in quel periodo la più rapida di tutti gli aeroporti del Regno Unito.